# Ункітешть (Флорештський район)
Ункітешть (рум. Unchitești) — село у Флорештському районі Молдови. Входить до складу комуни, адміністративним центром якої є село Кухурештій-де-Сус.

## Населення
За даними перепису населення 2004 року у селі проживала 451 особа.
Національний склад населення села:
| Національність       | Кількість осіб | Відсоток |
| -------------------- | -------------- | -------- |
| молдавани            | 436            | 96,7%    |
| росіяни              | 5              | 1,1%     |
| українці             | 4              | 0,9%     |
| інша / без відповіді | 6              | 1,3%     |
| Всього               | 451            | 100%     |